# Nuoto agli XI Giochi asiatici
Il nuoto ai Giochi asiatici 1990 ha visto lo svolgimento di 31 gare, 16 maschili e 15 femminili.

## Medagliere
| Posizione | Paese         | Oro | Argento | Bronzo | Totale |
| --------- | ------------- | --- | ------- | ------ | ------ |
| 1         | Cina          | 23  | 12      | 6      | 41     |
| 2         | Giappone      | 7   | 16      | 16     | 39     |
| 3         | Corea del Sud | 1   | 1       | 5      | 7      |
| 4         | Singapore     | 0   | 1       | 1      | 2      |
| 5         | Malaysia      | 0   | 1       | 0      | 1      |
| 6         | Indonesia     | 0   | 0       | 3      | 3      |

## Podi
WR: Record del mondo
AR: Record asiatico
CR: Record dei campionati

### Uomini
| Evento               | Oro               | Perform. | Argento            | Perform. | Bronzo                                     | Perform. |
| Stile libero         |                   |          |                    |          |                                            |          |
| 50 m                 | Shen Jianqiang    |          | Ang Peng Siong     |          | Feng Qiangbiao                             |          |
| 100 m                | Shen Jianqiang    |          | Xie Jun            |          | Richard Sam Bera                           |          |
| 200 m                | Xie Jun           |          | Tomohiro Noguchi   |          | Wang Dali                                  |          |
| 400 m                | Tomohiro Noguchi  |          | Takafumi Asahara   |          | Yan Yumin                                  |          |
| 1500 m               | Masayuki Fujimoto |          | Jeffrey Ong        |          | Masashi Kato                               |          |
| Dorso                |                   |          |                    |          |                                            |          |
| 100 m                | Lin Laijiu        |          | Hajime Itoi        |          | Keita Soraoka                              |          |
| 200 m                | Ji Sang-Joon      |          | Keita Soraoka      |          | Hajime Itoi                                |          |
| Rana                 |                   |          |                    |          |                                            |          |
| 100 m                | Chen Jianhong     |          | Kenji Watanabe     |          | Nobuyuki Kawaguchi                         |          |
| 200 m                | Kenji Watanabe    |          | Nobuyuki Kawaguchi |          | Wirmandi Sugriat                           |          |
| Farfalla             |                   |          |                    |          |                                            |          |
| 100 m                | Shen Jianqiang    |          | Kunio Sugimoto     |          | Tomohiro Miyoshi                           |          |
| 200 m                | Kunio Kushimoto   |          | Tomohiro Miyoshi   |          | Lee Yun-Ahn                                |          |
| Misti                |                   |          |                    |          |                                            |          |
| 200 m                | Takahiro Fujimoto |          | Shuichi Nakamura   |          | Xie Jun                                    |          |
| 400 m                | Takahiro Fujimoto |          | Shuichi Nakamura   |          | Kim Seong-Tae                              |          |
| Staffette            |                   |          |                    |          |                                            |          |
| 4x100 m stile libero | Cina --- ---      |          | Giappone --- ---   |          | Singapore David Lim Ang Peng Siong --- --- |          |
| 4x200 m stile libero | Giappone --- ---  |          | Cina --- ---       |          | Corea del Sud --- ---                      |          |
| 4x100 m misti        | Cina --- ---      |          | Giappone --- ---   |          | Corea del Sud --- ---                      |          |

### Donne
| Evento               | Oro           | Perform. | Argento               | Perform. | Bronzo                | Perform. |
| Stile libero         |               |          |                       |          |                       |          |
| 50 m                 | Wang Wenyi    |          | Sun Chunli            |          | Naoko Imoto           |          |
| 100 m                | Zhuang Yong   |          | Wang Xiaohong         |          | Suzu Chiba            |          |
| 200 m                | Zhuang Yong   |          | Suzu Chiba            |          | Shen Xiaoyu           |          |
| 400 m                | Yan Ming      |          | Shen Xiaoyu           |          | Suzu Chiba            |          |
| 800 m                | Yan Ming      |          | Shen Xiaoyu           |          | Tomomi Hosoda         |          |
| Dorso                |               |          |                       |          |                       |          |
| 100 m                | Yang Wenyi    |          | Lin Li                |          | Satomi Oguri          |          |
| 200 m                | Lin Li        |          | Wang Hui              |          | Satomi Oguri          |          |
| Rana                 |               |          |                       |          |                       |          |
| 100 m                | Huang Xiaomin |          | Kyoko Kasuya          |          | Asako Natsume         |          |
| 200 m                | Lin Li        |          | Huang Xiaomin         |          | Kyoko Kasuya          |          |
| Farfalla             |               |          |                       |          |                       |          |
| 100 m                | Wang Xiaohong |          | Qian Hong             |          | Yoko Kando            |          |
| 200 m                | Wang Xiaohong |          | Qian Hong             |          | Rie Shito             |          |
| Misti                |               |          |                       |          |                       |          |
| 200 m                | Lin Li        |          | Fumie Kurotori        |          | Kia Fujie             |          |
| 400 m                | Lin Li        |          | Yan Ming              |          | Fumie Kurotori        |          |
| Staffette            |               |          |                       |          |                       |          |
| 4x100 m stile libero | Cina --- ---  |          | Corea del Sud --- --- |          | Indonesia --- ---     |          |
| 4x100 m misti        | Cina --- ---  |          | Giappone --- ---      |          | Corea del Sud --- --- |          |